# Народний союз Німеччини з догляду за військовими могилами

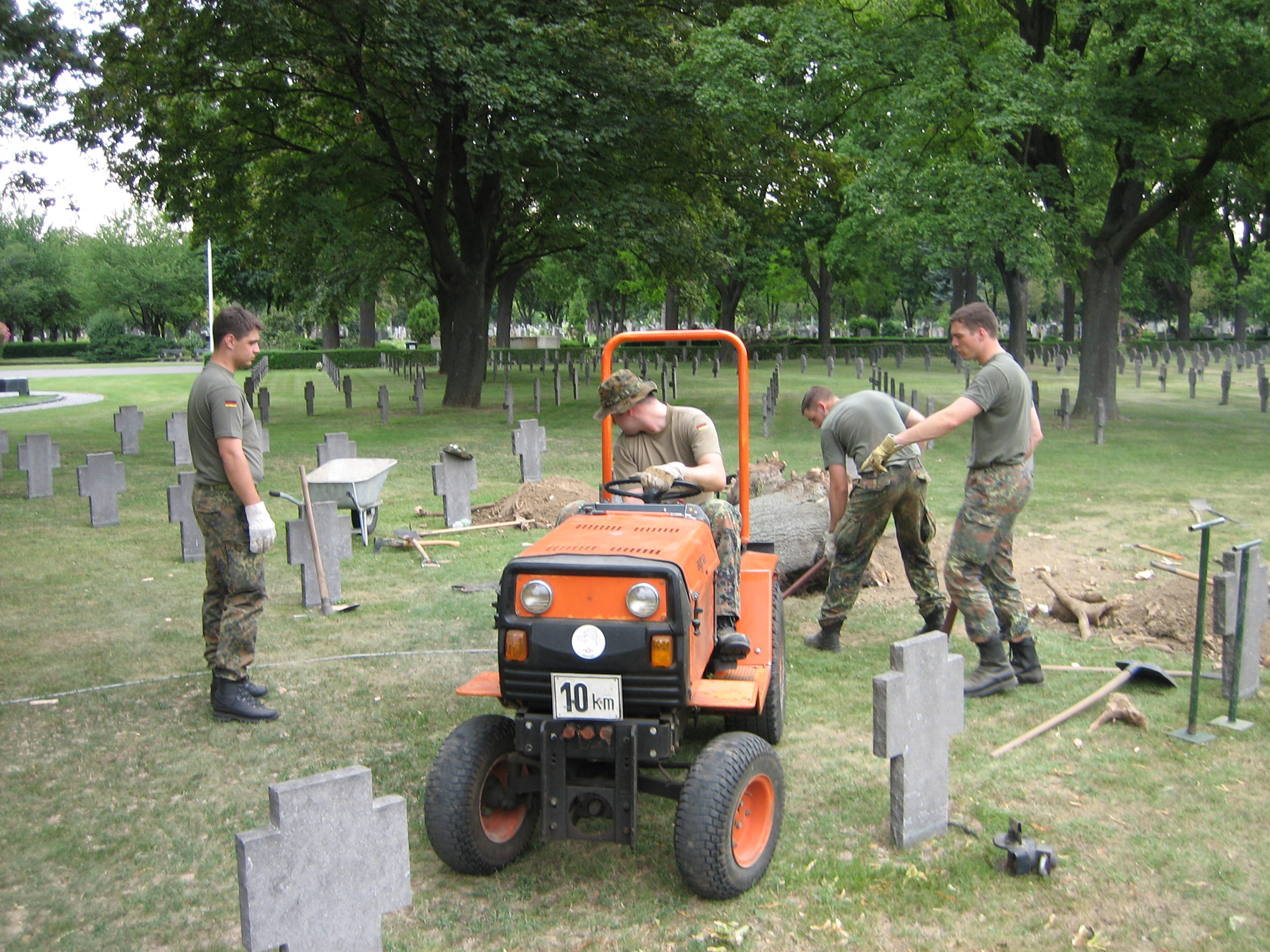
Солдати Бундесверу під час виконання завдання на Центральному кладовищі Відня

Народний союз Німеччини з догляду за військовими могилами, або Фольксбунд (нім. Volksbund Deutsche Kriegsgräberfürsorge) — німецька гуманітарна громадська організація, завданням якої є догляд і створення поховань німецьких солдатів за межами Німеччини, а також збір даних про німецькі військові поховання за кордоном. Офіційне гасло організації — «Примирення над могилами — робота заради миру».

## Історія
Фольксбунд заснований після Першої світової війни, а саме 16 грудня 1919 року. Причина створення вищезгаданої громадської організації полягала в тому, що тодішня Веймарська республіка не мала змоги доглядати за могилами своїх полеглих солдатів. А пов'язано це було з певними політичними та економічними причинами: згідно з умовами Версальського договору, а саме статтею 225, яка передбачала, що кожна держава, незалежно від національності загиблих, повинна піклуватися про всі військові могили на своїй території.
Згодом з дозволу уряду Фольксбунд як громадське об'єднання взяло на себе опіку над німецькими військовими могилами за кордоном. Таким чином протягом перших десяти років існування члени Народного союзу облаштували велику кількість військових поховань.
Після приходу до влади нацистів Народний союз не припиняв діяльності. Проте за новим статутом від 1933 року члени союзу продовжили опікуватись похованнями загиблих німецьких солдатів Першої світової війни та членів НСДАП, які були вбиті під час приходу партії до влади. Похованням військових та облаштуванням кладовищ у період Другої світової війни (1939–1945) займались представники ритуальної Служби Вермахту.
1952 року Бундестаг ухвалив «Закон про догляд за військовими могилами». Відтоді Фольксбунд розпочав опікуватись військовими похованнями за кордоном, а уряди федеральних земель зі свого боку опікуються військовими похованнями на території Німеччини.

## В Україні
Правова основа для роботи Народного союзу в Україні з'явилася 1994 року й бере початок зі «Спільної декларації про основи відносин між Україною і Федеративною Республікою Німеччина», яка була проголошена 9 червня 1993 року під час візиту тодішнього федерального канцлера Гельмута Коля. Угода почала діяти з 1997 року.
Нині в Україні діє 28 кладовищ німецьких військовополонених і 5 збірних кладовищ, на яких перепоховують ексгумовані останки німецьких солдатів, а саме: у Харкові — орієнтовно 47 тисяч солдатів, у Києві — майже 26 тисяч, у Кропивницькому — більше ніж 21 тисяча, Гончарне (Крим) — майже 25 тисяч, Потелич — понад 16 тисяч.
Після початку російської агресії у 2014 році Фольксбунд не працює у Криму та на тимчасово окупованих територіях Донецької та Луганської областей. Щороку Народний союз Німеччини в Україні виявляє і перепоховує 3-4 тисячі загиблих солдатів.